# Олга Грјазнова
Олга Грјазнова (рус. Ольга Олеговна Грязнова, 14. новембар 1984. у Бакуу, Азербејџанска Совјетска Социјалистичка Република, Совјетски Савез, руски:Ольга Олеговна Грязнова) је немачка списатељица.

## Живот
Олга Грјазнова је рођена у Бакуу, Азербејџану, у једној руско-јеврејској породици. Њен отац је тамо радио као адвокат, а мајка као музичарка. 1996. породица се преселила  у Хесен, где је Грјазнова са 11 година научила немачки језик и завршила школу у Фридбергу. Од 2005. студирала је најпре историју уметности и славистику у Гетингену. Онда се пребацила на немачки институт за књижевност Лајпциг на курс „књижевно писање" где је 2010. године завпшила основне студије. Након студијских боравака у Пољској, Русији (Институт за књиижевност Максим Горки) и Израелу Грјазнова је студирала науку о плесу на слободном универзитету у Берлину.
Члан је ПЕН центра Немачка и Гете института.
Олга Грјазнова живи у Берлину и удата је за глумца сиријског порекла Ayhamа Majidа Aghу. Са њим има два детета.

## Kњижевна каријера
Грјазнова је 2007. била учесница „ Klagenfurter Literaturkurs"-a . 2008. године постаје стипендиста фондације „Rosa-Luxemburg". 2010. је посетила радионицу писања „Jürgen-Ponto". Исте године добија и драматуршку награду интернационалног позоришног пројекта аутора „Wiener Wortstätten" за дебитантски комад „ Саосећајни Немац". 2011. године Грјазнова добија стипендију фондације,,Роберт Бош", а 2012. и стипендију „Херман Ленц".
Дебитантски роман „ Рус је неко ко воли брезе" који се појавио 2012. године је одмах изазвао пажњу и био похваљен у разним фељтонима. 2014. се појавио њен роман „Правне нејасноће једног брака", за који је добила стипендију Берлинског сената. Оба романа су драматизована у позоришту Максим Горки. 2016. је седам месеци била стипендисткиња културне академије „Tarabya". 2017. се u издавачкој кући „Aufbau-Verlag"  појавио роман „ Бог није стидљив" и прославио 2020. премијеру у Берлинском ансамблу. 2020. појавио се њен четврти роман „ Изгубљени син" за који је поново добила „Берлинску стипендију сената и стипендију Роберт Бош фондације". У културној емисији „ttt" (titel, thesen, temperamente, српски: наслов, тезе, темпераменти) је речено: „ Импресивно је како прецизно и последично Олга Грјазнова прича ову причу",,Изгубљени син"- сјајан и узбудљив роман, пун мудрости.

## Дела
- „Рус је неко ко воли брезе". Роман. Ханзер, Минхен 2012.,  978-3-446-23854-1, дтв, Минхен 2013.  978-3-423-14246-5..
- „ Правне нејасноће једног брака". Роман. Ханзер, Минхен 2014.,  978-3-446-24598-3, дтв, Минхен 2016.  978-3-423-14490-2..

- „Бог није стидљив". Роман. Конструкција, Берлин 2017.  978-3-351-03665-2..
- „Привилегије ". U:  Fatma Aydemir, Hengameh Yaghoobifarah (уредник): „ Ваша домовина је наш кошмар". Издаваштво „Улштајн пет", Берлин 2019.  978-3-961010-36-3..
- „Изгубљени син". Роман. Конструкција, Берлин 2020.  978-3-351-03783-3..

#### Аудио књиге
- „ Рус је неко ко воли брезе", Хамбург 2012.,  978-3-89903-364-9.
- „ Правне нејасноће једног брака", Хамбург 2014.,  978-3-89903-842-2.

## Награде и одликовања
- 2011: Стипендија „Роберт Бош" фондације
- 2012: ;;Ана Зегерс" награда
- 2012: награда „Клаус Михаел Кине"[8]
- 2012: стипендија „Херман Ленц"
- 2013: градски чиновник у Рио де Жанеиру
- 2014: радна стипендија за писце културне администрације Берлинског сената[9]
- 2014: Писац у резиденцији у Амстердаму на позив холандскe фондације за књижевност
- 2014: Боравишна стипендија у кући књижевности у Ленцбургу, Швајцарска
- 2015: „Чамисо" награда за унапређење
- 2016: Боравишна стипендија културне академије „Тарабја"
- 2018: Писац у резиденцији на универзитету у Оксфорду и на универзитету у Варвику
- 2019: радна стипендија за писце културне администрације Берлинског сената и стипендија фондације „Роберт Бош"